# Antônio Rodrigo Nogueira
Antônio Rodrigo Nogueira (Vitória da Conquista, 2 giugno 1976) è un ex lottatore di arti marziali miste brasiliano.
Ha combattuto nella categoria dei pesi massimi per l'organizzazione statunitense UFC, nella quale è stato campione ad interim nel 2008; inoltre, nel 2016, è stato introdotto nella Hall of Fame della promozione.
Soprannominato Minotauro, è considerato una leggenda delle MMA e del jiu jitsu brasiliano: salì alla ribalta nel 2001 quando divenne il primo campione dei pesi massimi nella prestigiosa promozione giapponese Pride, titolo poi perso nel 2003 contro Fedor Emelianenko, il quale sconfisse Minotauro anche nella finale del torneo Pride 2004 Heavyweight Grand Prix. In precedenza vinse anche il torneo King of Kings 2000 organizzato dalla RINGS.
Ha fatto da allenatore nell'ottava stagione e nella seconda stagione brasiliana del reality show The Ultimate Fighter. Ha un fratello gemello, Antônio Rogério Nogueira, anch'egli lottatore sotto contratto con la UFC ed ex protagonista nella Pride.

## Carriera nelle arti marziali miste

### UFC
Minotauro debutta nell'Octagon contro Heath Herring a UFC 73, promosso con varie combinazioni del suo nome e soprannome ma ufficialmente introdotto alla platea con il suo nome completo e soprannome. Nogueira sconfigge Herring, con decisione unanime dei giudici. Durante il primo round Hermano manda al tappeto Nogueira con un calcio alla testa, facendo credere all'arbitro nel ring Eddie Bravo che il combattimento dovesse essere interrotto. Herring però fa rialzare Nogueira che è abile a ristabilirsi e a dominare il resto dell'incontro.
Ad UFC 81 Nogueira sconfigge Tim Sylvia nella terza ripresa con una ghigliottina diventando campione ad interim dei pesi massimi e il terzo fighter della storia a detenere sia il titolo del Pride che dell'UFC.
Nel 2008, Nogueira e l'ex UFC heavyweight champion Frank Mir sono gli allenatori dell'ottava stagione del reality The Ultimate Fighter che debutta il 17 settembre 2008 su Spike TV. Entrambi i vincitori del programma di quella stagione, il light heavyweight Ryan Bader e il lightweight Efrain Escudero, erano membri del Team Nogueira.
Alla conclusione della stagione televisiva gli allenatori Nogueira and Mir si incontrarono ad UFC 92 per il titolo ad interim dei pesi massimi UFC. Frank Mir vince un incontro a senso unico al minuto 1.54 del secondo round via per KO tecnico, dopo aver fatto cadere Nogueira a terra per due volte nel corso della prima ripresa. In seguito a quest'incontro Nogueira è costretto fuori dal ring per diversi mesi a causa di infezione da stafilococco contratta prima del match contro Mir.
Per il ritorno nell'ottagono l'UFC programma un incontro tra Minotauro e l'UFC Hall of Famer Randy Couture ad UFC 97 che però viene posticipato a UFC 102 a Portland, Oregon dove Nogueira sconfigge la leggenda Couture tramite decisione unanime dei giudici.
In seguito Nogueira era atteso allo scontro con l'imbattuto prospetto messicano Cain Velasquez il 2 gennaio 2010 ad UFC 108 ma questi contrae nuovamente un'altra grave infezione da staffilococco cancellando la sfida che avrebbe dovuto decretare il primo sfidante per l'UFC Heavyweight Championship detenuto all'epoca da Brock Lesnar. L'incontro si tiene invece il mese successivo, il 21 febbraio 2010 ad UFC 110 a Sydney, Australia. L'esperto Minotauro viene però sconfitto facilmente dal futuro campione dei pesi massimi alla prima ripresa per KO tecnico. Nogueira giunge quindi alla seconda sconfitta negli ultimi tre combattimenti.
Nogueira avrebbe dovuto affrontare Frank Mir il 25 settembre 2010 ad UFC 119 in un rematch dell'incontro titolato di UFC 92 ma viene costretto a rinunciare al combattimento per sottoporsi ad un intervento chirurgico ad entrambe le ginocchia venendo sostituito da Mirko Filipović.
Ad UFC 134, nel primo incontro in 16 mesi, Minotauro sconfigge l'alunno di The Ultimate Fighter Brendan Schaub per KO al primo round il 27 agosto 2011, vincendo per la prima volta il premio Knockout of the Night.
L'incontro successivo per Nogueira è il rematch con Frank Mir ad UFC 140 a Toronto, Canada nel dicembre 2011. Dopo essere stato in vantaggio per tutto il primo round ed aver quasi messo KO Mir, Minotauro, invece di continuare col suo efficace ground and pound, tenta di sottomettere Mir che sembra ormai fuori dai giochi ma l'americano ribalta la situazione e finisce Nogueira con una kimura che termina l'incontro a terra dolorante con una frattura al braccio destro. Dopo alcuni ripensamenti Minotauro venne sottoposto a un intervento chirurgico per ridurre la frattura dell'omero.
Torna dal grave infortunio verso la fine del 2012, combattendo davanti al suo pubblico in Brasile contro il modesto Dave Herman che nel pre-gara aveva punzecchiato la leggenda della vale tudo affermando che il jiu jitsu brasiliano è inefficace: Nogueira sottomise Herman con una leva al braccio nel secondo round.
Nel giugno 2013 Nogueira viene sconfitto per sottomissione in un rematch contro il fuoriclasse del jiu jitsu brasiliano Fabrício Werdum.
Torna a combattere quasi un anno dopo nell'aprile 2014, perdendo anche contro Roy Nelson; prima di quella sconfitta Minotauro era ancora classificato tra i primi 16 pesi massimi dell'UFC nonostante una lunga carriera che durava dal 1999.
A giugno si sottopone ad un intervento per riparare una rottura parziale del legamento crociato del ginocchio. Mentre a febbraio del 2015 venne scelto, per sostituire Anderson Silva che fu ritrovato positivo ad un test di droga, come coach per la quarta stagione del reality The Ultimate Fighter: Brazil.
Ad agosto affrontò l'olandese Stefan Struve nel suo paese natale. Venne sconfitto per decisione unanime, in un match caratterizzata dalla notevole difesa di Struve nel neutralizzare i takedown di Nogueira.
Il primo giorno di settembre annuncia ufficialmente il suo ritiro dalle mma.
Nogueira Continuerà a lavorare per la ufc come allenatore dei giovani talenti che la promozione mette sotto contratto.
Il 14 maggio 2016, durante la messa in onda dell'evento UFC 198, venne annunciato che Nogueira verrà introdotto nella Hall of Fame della UFC, durante l'Internation Fight Week a luglio.

## Risultati nelle arti marziali miste
| Risultato  | Record     | Avversario         | Metodo                               | Evento                                | Data              | Round | Tempo | Città                   | Note |
| ---------- | ---------- | ------------------ | ------------------------------------ | ------------------------------------- | ----------------- | ----- | ----- | ----------------------- | --- |
| Sconfitta  | 34-10-1    | Stefan Struve      | Decisione (unanime)                  | UFC 190: Rousey vs. Correia           | 1º agosto 2015    | 3     | 5:00  | Rio de Janeiro, Brasile | |
| Sconfitta  | 34-9-1     | Roy Nelson         | KO (pugno)                           | UFC Fight Night: Minotauro vs. Nelson | 11 aprile 2014    | 1     | 3:37  | Abu Dhabi, EAU          | |
| Sconfitta  | 34-8-1     | Fabrício Werdum    | Sottomissione (armbar)               | UFC on Fuel TV: Nogueira vs. Werdum   | 8 giugno 2013     | 2     | 2:41  | Fortaleza, Brasile      | |
| Vittoria   | 34-7-1 (1) | Dave Herman        | Sottomissione (armbar)               | UFC 153: Silva vs. Bonnar             | 13 ottobre 2012   | 2     | 4:31  | Rio de Janeiro, Brasile | |
| Sconfitta  | 33–7-1 (1) | Frank Mir          | Sottomissione tecnica (kimura)       | UFC 140: Jones vs. Machida            | 10 dicembre 2011  | 1     | 3:38  | Toronto, Canada         | |
| Vittoria   | 33–6-1 (1) | Brendan Schaub     | KO (pugni)                           | UFC 134: Silva vs. Okami              | 27 agosto 2011    | 1     | 3:09  | Rio de Janeiro, Brasile | |
| Sconfitta  | 32–6-1 (1) | Cain Velasquez     | KO (pugni)                           | UFC 110: Nogueira vs. Velasquez       | 21 febbraio 2010  | 1     | 2:20  | Sydney, Australia       | Eliminatoria per il titolo dei Pesi Massimi UFC                                                                  |
| Vittoria   | 32–5-1 (1) | Randy Couture      | Decisione (unanime)                  | UFC 102: Couture vs. Nogueira         | 29 agosto 2009    | 3     | 5:00  | Portland, Stati Uniti   | |
| Sconfitta  | 31–5-1 (1) | Frank Mir          | KO Tecnico (pugni)                   | UFC 92: The Ultimate 2008             | 27 dicembre 2008  | 2     | 1:54  | Las Vegas, Stati Uniti  | Perde il titolo dei Pesi Massimi UFC ad Interim                                                                  |
| Vittoria   | 31–4-1 (1) | Tim Sylvia         | Sottomissione (ghigliottina)         | UFC 81: Breaking Point                | 2 febbraio 2008   | 3     | 1:28  | Las Vegas, Stati Uniti  | Vince il titolo dei Pesi Massimi UFC ad Interim                                                                  |
| Vittoria   | 30–4-1 (1) | Heath Herring      | Decisione (unanime)                  | UFC 73: Stacked                       | 7 luglio 2007     | 3     | 5:00  | Sacramento, Stati Uniti | Debutto UFC |
| Vittoria   | 29–4-1 (1) | Josh Barnett       | Decisione (unanime)                  | Pride Shockwave 2006                  | 31 dicembre 2006  | 3     | 5:00  | Saitama, Giappone       | |
| Sconfitta  | 28–4-1 (1) | Josh Barnett       | Decisione (non unanime)              | Pride Final Conflict Absolute         | 10 settembre 2006 | 2     | 5:00  | Saitama, Giappone       | Pride 2006 Openweight Grand Prix, Semifinale                                                                     |
| Vittoria   | 28–3-1 (1) | Fabrício Werdum    | Decisione (unanime)                  | Pride Critical Countdown Absolute     | 1º luglio 2006    | 3     | 5:00  | Saitama, Giappone       | Pride 2006 Openweight Grand Prix, Quarti di finale                                                               |
| Vittoria   | 27–3-1 (1) | Zuluzinho          | Sottomissione (armbar)               | Pride Total Elimination Absolute      | 5 maggio 2006     | 1     | 2:17  | Osaka, Giappone         | Pride 2006 Openweight Grand Prix, Primo turno                                                                    |
| Vittoria   | 26–3-1 (1) | Kiyoshi Tamura     | Sottomissione (armbar)               | Pride 31: Unbreakable                 | 26 febbraio 2006  | 1     | 2:24  | Saitama, Giappone       | |
| Vittoria   | 25–3-1 (1) | Paweł Nastula      | KO Tecnico (colpi)                   | Pride Critical Countdown 2005         | 26 giugno 2005    | 1     | 8:38  | Saitama, Giappone       | |
| Sconfitta  | 24–3-1 (1) | Fedor Emelianenko  | Decisione (unanime)                  | Pride Shockwave 2004                  | 31 dicembre 2004  | 3     | 5:00  | Saitama, Giappone       | Pride 2004 Heavyweight Grand Prix, Finale; perde il titolo dei Pesi Massimi Pride ad Interim che viene unificato |
| No Contest | 24–2-1 (1) | Fedor Emelianenko  | No Contest (testata accidentale)     | Pride Final Conflict 2004             | 15 agosto 2004    | 1     | 3:52  | Saitama, Giappone       | Pride 2004 Heavyweight Grand Prix, Finale                                                                        |
| Vittoria   | 24–2-1     | Sergei Kharitonov  | Decisione (unanime)                  | Pride Final Conflict 2004             | 15 agosto 2004    | 2     | 5:00  | Saitama, Giappone       | Pride 2004 Heavyweight Grand Prix, Semifinale                                                                    |
| Vittoria   | 23–2-1     | Heath Herring      | Sottomissione (anaconda choke)       | Pride Critical Countdown 2004         | 20 giugno 2004    | 2     | 0:30  | Saitama, Giappone       | Pride 2004 Heavyweight Grand Prix, Quarti di finale                                                              |
| Vittoria   | 22–2-1     | Hirotaka Yokoi     | Sottomissione (anaconda choke)       | Pride Total Elimination 2004          | 25 aprile 2004    | 2     | 1:25  | Saitama, Giappone       | Pride 2004 Heavyweight Grand Prix, Primo turno                                                                   |
| Vittoria   | 21–2-1     | Mirko Filipović    | Sottomissione (armbar)               | Pride Final Conflict 2003             | 9 novembre 2003   | 2     | 1:45  | Tokyo, Giappone         | Vince il titolo dei Pesi Massimi Pride ad Interim                                                                |
| Vittoria   | 20–2-1     | Ricco Rodriguez    | Decisione (unanime)                  | Pride Total Elimination 2003          | 10 agosto 2003    | 3     | 5:00  | Saitama, Giappone       | |
| Sconfitta  | 19–2-1     | Fedor Emelianenko  | Decisione (unanime)                  | Pride 25: Body Blow                   | 16 marzo 2003     | 3     | 5:00  | Yokohama, Giappone      | Perde il titolo dei Pesi Massimi Pride                                                                           |
| Vittoria   | 19–1-1     | Dan Henderson      | Sottomissione (armbar)               | Pride 24: Cold Fury 3                 | 23 dicembre 2002  | 3     | 1:49  | Fukuoka, Giappone       | |
| Vittoria   | 18–1-1     | Semmy Schilt       | Sottomissione (triangolo)            | Pride 23: Championship Chaos 2        | 24 novembre 2002  | 1     | 6:36  | Tokyo, Giappone         | |
| Vittoria   | 17–1-1     | Bob Sapp           | Sottomissione (armbar)               | Pride Shockwave                       | 28 agosto 2002    | 2     | 4:03  | Tokyo, Giappone         | |
| Vittoria   | 16–1-1     | Sanae Kikuta       | KO (pugno)                           | UFO-Legend                            | 8 agosto 2002     | 2     | 0:29  | Tokyo, Giappone         | |
| Vittoria   | 15–1-1     | Enson Inoue        | Sottomissione (triangolo)            | Pride 19: Bad Blood                   | 24 febbraio 2002  | 1     | 6:17  | Saitama, Giappone       | |
| Vittoria   | 14–1-1     | Heath Herring      | Decisione (unanime)                  | Pride 17: Championship Chaos          | 3 novembre 2001   | 3     | 5:00  | Tokyo, Giappone         | Vince il titolo dei Pesi Massimi Pride                                                                           |
| Vittoria   | 13–1-1     | Mark Coleman       | Sottomissione (armbar triangolare)   | Pride 16: Beasts From the East        | 24 settembre 2001 | 1     | 6:10  | Osaka, Giappone         | |
| Vittoria   | 12–1-1     | Gary Goodridge     | Sottomissione (triangolo)            | Pride 15: Raging Rumble               | 29 luglio 2001    | 1     | 2:37  | Saitama, Giappone       | Debutto in Pride                                                                                                 |
| Vittoria   | 11–1-1     | Valentijn Overeem  | Sottomissione (triangolo di braccio) | Rings: King of Kings 2000 Final       | 24 febbraio 2001  | 1     | 1:20  | Tokyo, Giappone         | Vince il Torneo King of Kings 2000                                                                               |
| Vittoria   | 10–1-1     | Hiromitsu Kanehara | Sottomissione (rear naked choke)     | Rings: King of Kings 2000 Final       | 24 febbraio 2001  | 2     | 0:20  | Tokyo, Giappone         | Torneo King of Kings 2000, Semifinale                                                                            |
| Vittoria   | 9–1-1      | Volk Han           | Decisione (unanime)                  | Rings: King of Kings 2000 Final       | 24 febbraio 2001  | 2     | 5:00  | Tokyo, Giappone         | Torneo King of Kings 2000, Quarti di finale                                                                      |
| Vittoria   | 8–1-1      | Kiyoshi Tamura     | Sottomissione (armbar)               | Rings: King of Kings 2000 Block A     | 9 ottobre 2000    | 2     | 2:29  | Tokyo, Giappone         | Torneo King of Kings 2000, Secondo turno                                                                         |
| Vittoria   | 7–1-1      | Achmed Labasanov   | Sottomissione (armbar)               | Rings: King of Kings 2000 Block A     | 9 ottobre 2000    | 1     | 1:38  | Tokyo, Giappone         | Torneo King of Kings 2000, Primo turno                                                                           |
| Parità     | 6–1-1      | Tsuyoshi Kohsaka   | Parità                               | Rings: Millennium Combine 3           | 23 agosto 2000    | 2     | 5:00  | Osaka, Giappone         | |
| Sconfitta  | 6–1        | Dan Henderson      | Decisione (non unanime)              | Rings: King of Kings 1999 Final       | 20 febbraio 2000  | 3     | 5:00  | Tokyo, Giappone         | Torneo King of Kings 1999, Semifinale                                                                            |
| Vittoria   | 6–0        | Andrei Kopylov     | Decisione (maggioranza)              | Rings: King of Kings 1999 Final       | 20 febbraio 2000  | 2     | 5:00  | Tokyo, Giappone         | Torneo King of Kings 1999, Quarti di finale                                                                      |
| Vittoria   | 5–0        | Jeremy Horn        | Decisione (unanime)                  | WEF 8: Goin' Platinum                 | 15 gennaio 2000   | 3     | 8:00  | Rome, Stati Uniti       | Vince il titolo dei Pesi Massimi WEF                                                                             |
| Vittoria   | 4–0        | Yuriy Kochkine     | Sottomissione (armbar)               | Rings: King of Kings 1999 Block A     | 28 ottobre 1999   | 1     | 0:40  | Tokyo, Giappone         | Torneo King of Kings 1999, Secondo turno                                                                         |
| Vittoria   | 3–0        | Valentijn Overeem  | Sottomissione (keylock)              | Rings: King of Kings 1999 Block A     | 28 ottobre 1999   | 1     | 1:51  | Tokyo, Giappone         | Torneo King of Kings 1999, Primo turno                                                                           |
| Vittoria   | 2–0        | Nate Schroeder     | Sottomissione (armbar)               | WEF 7: Stomp in the Swamp             | 9 ottobre 1999    | 1     | 1:52  | Kenner, Stati Uniti     | |
| Vittoria   | 1–0        | David Dodd         | Sottomissione (kimura)               | World Extreme Fighting 6              | 12 giugno 1999    | 1     | 3:12  | DeLand, Stati Uniti     | |

## Filmografia
- I mercenari - The Expendables (The Expendables), regia di Sylvester Stallone (2010)
- Inferno: The Making of 'The Expendables', regia di John Herzfeld (2010) - Documentario